# 国際グラフィック連盟
国際グラフィック連盟(Alliance Graphique Internationale、AGI、こくさいグラフィックれんめい)は1951年に5人のグラフィックアーティスト(2人のスイス人と3人のフランス人）によって組織された国際グラフィックデザイナーの団体。

## 概要
歴代会員にはアドルフ・ムーロン・カッサンドル、レイモン・サヴィニャック、ブルーノ・ムナーリ、シーモア・クワストなど、グラフィックデザインの歴史を築きあげてきた錚々たるメンバーが名を連ね、各時代の最先端で活躍するデザイナーが加盟する団体。現在は世界35カ国、約400名（日本27人）がメンバー。(2012年8月)